# Oreocarya rugulosa
Oreocarya rugulosa är en strävbladig växtart som beskrevs av Edwin Blake Payson. Oreocarya rugulosa ingår i släktet Oreocarya och familjen strävbladiga växter. Inga underarter finns listade i Catalogue of Life.